# Пачамама
Пачама́ма, Ма́ма Па́ча (кечуа Pacha Mama, Мать-Земля, от кечуа pacha «мир, пространство, время, Вселенная» и кечуа mama «мать») — одно из главных женских божеств в мифологии кечуа, богиня земли и плодородия. Согласно некоторым мифам, Пачамама является прародительницей человечества. Её символ — верхняя часть инкского креста, так называемая чакана.

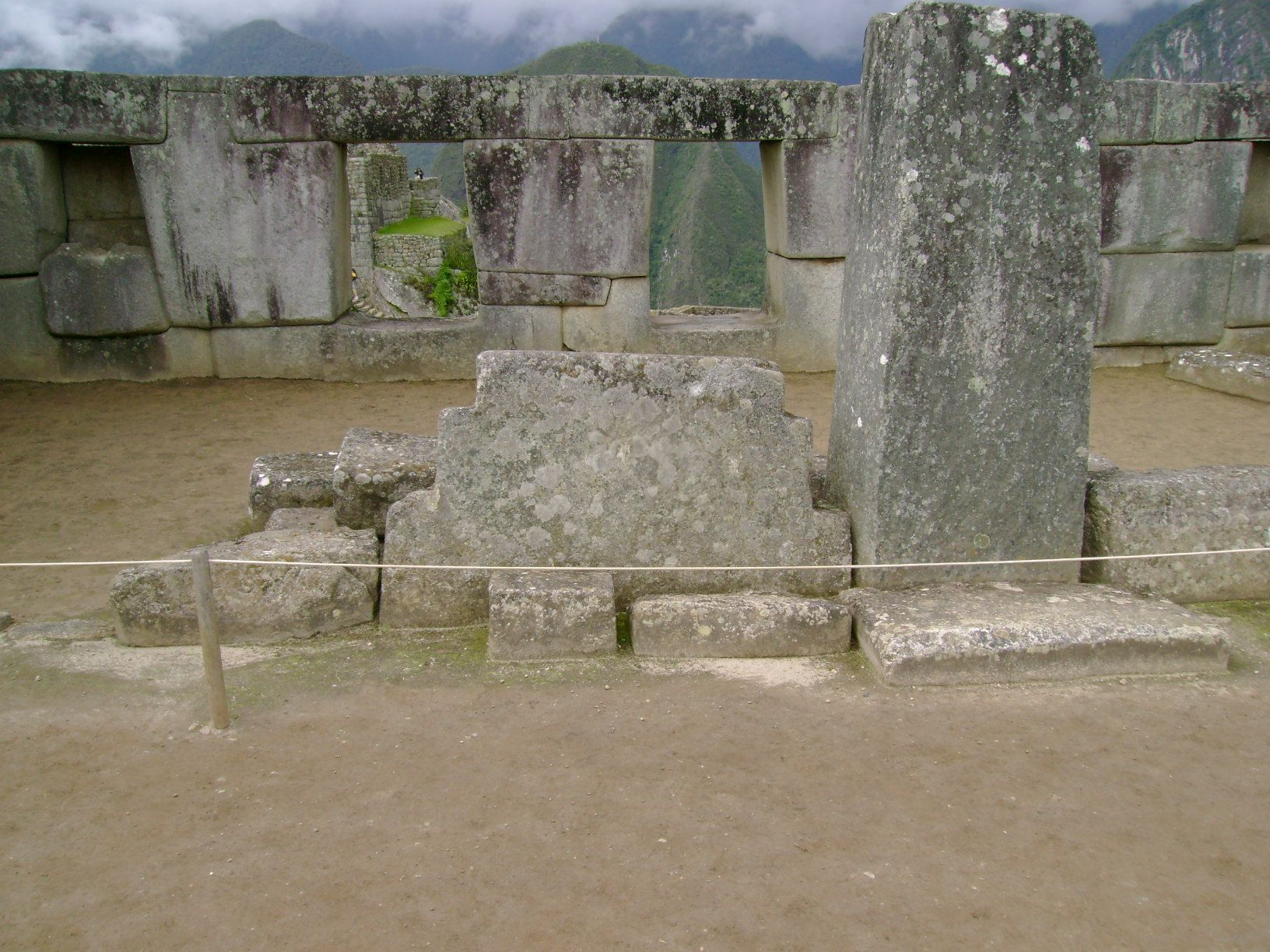
Символ Пачамамы — инкская чакана (Храм Трёх Окон, Мачу-Пикчу, Перу)

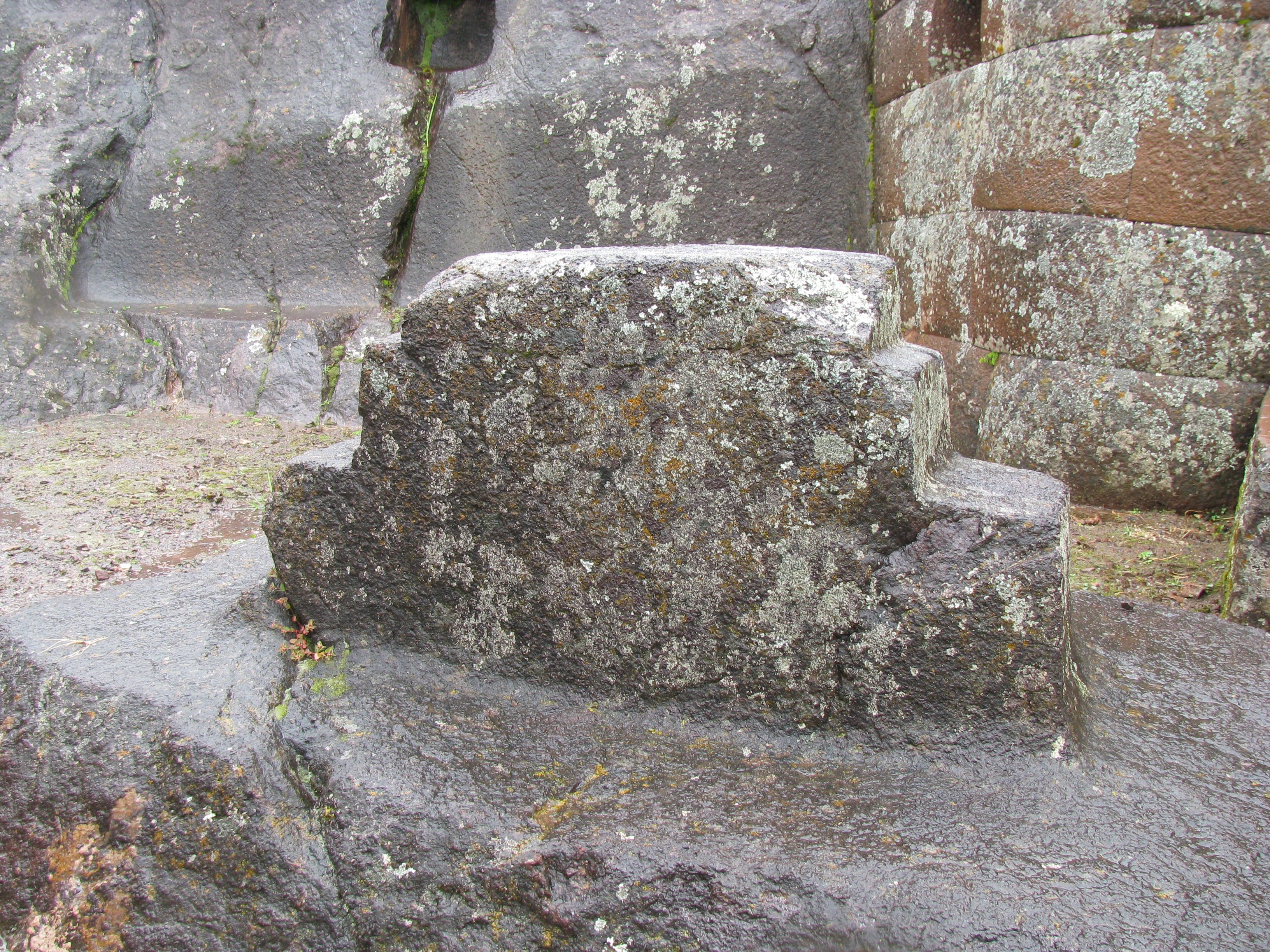
Инкская чакана Храма Солнца. Писак, Перу

## Характеристика
Пачамама живёт в горах. От неё полностью зависит, будет ли год урожайным или она накажет людей и нашлёт на них недород. Пачамама — покровительница всех животных, которые обитают в горах.
Пачамаму, обычно, просят о хорошем приплоде у скота. Для этого сооружают «апачету» (кечуа apachiqta) и складывают возле загона для скота «илью» (кечуа illa). Апачету делают из камней: каждый, проходя мимо, кладёт небольшие камешки, один на другой, и получается невысокая горка. Апачету приносится в дар Пачамаме и относятся к ней с почтением. Илья походит на апачету, только складывают эту горку не из камней, а из поленьев. Поленья ильи принадлежат только Пачамаме, их запрещается трогать.
Также апачету сооружают на склонах гор во время подъёма вверх в благодарность Пачамаме за дозволение добраться до нужного места, а также просят её не насылать падёж на вьючных животных.
Пачамаме следует приносить дары. На апачету и илью бросают шарики пережёванной коки, которые называются «акуйко» (кечуа akuyku), и поливают их тонкой струйкой чичи (кукурузного пива) или вина. Чаще всего такие дары приносят во время клеймения скота или когда подковывают животных. Землю, где складывают дары Пачамаме, считают священной.

## Молитвы и песни Пачамаме

### Песня Сумак Ньюста в кипу
Песня Сумак Ньюста приводится как у Гарсиласо де ла Вега (стихотворная форма), так и у Бласа Валера (в форме кипу, с вычислением на юпане) в таком виде:

Красивая принцесса, твой брат твой большой кувшин разбивает, твои воды Пачакамак посылает твой дождь.
Оригинальный текст (кечуа)SUMAC ÑUSTA TORALLAY QUIM PUYNUY QUITA PAQUIR CAYAN UNUY QUITA PACHACAMAC VIRACOCHA PARAMUNQUI.
— Exsul immeritus blas valera populo suo e historia et rudimenta linguae piruanorum. — Bologna, 2007; p. 371.

### Песня Пачамама в кипу
Сама песня Сумак Ньюста была изначально посвящена богине Пачамама и имела несколько другой текст:

Мать Земля, твой брат Солнце и Луч твою вульву сейчас пробивает, его сперма обильно течёт из его пениса и потому ты, о вульва, свои воды будешь проливать дождём и иногда будет сыпаться град и идти снег. Потом крепкий член великого Солнца и / Луча и Париакаки будет сильно метаться в изобильной вульве Матери Земли.
Оригинальный текст (кечуа)PACHAMAMA TURALLAYQUIM YNTILLAPA RACAYQUITA PAQUIRCAYAN ULLUNMANTA UNUYN CINCHI PACCHAN CAMRI RACA UNUYQUITA PARAMUNQUI MAYNIMPIRI CHICHIMUNQUI RITIMUNQUI YNTILLAQMI YLLAPAQMI PARIACACAP HINAMANTARA PACHAMAMAP RACAPIRI CINCHI ULLU CUÑUÑUÑUN.
— Exsul immeritus blas valera populo suo e historia et rudimenta linguae piruanorum. — Bologna, 2007; p. 373—374.

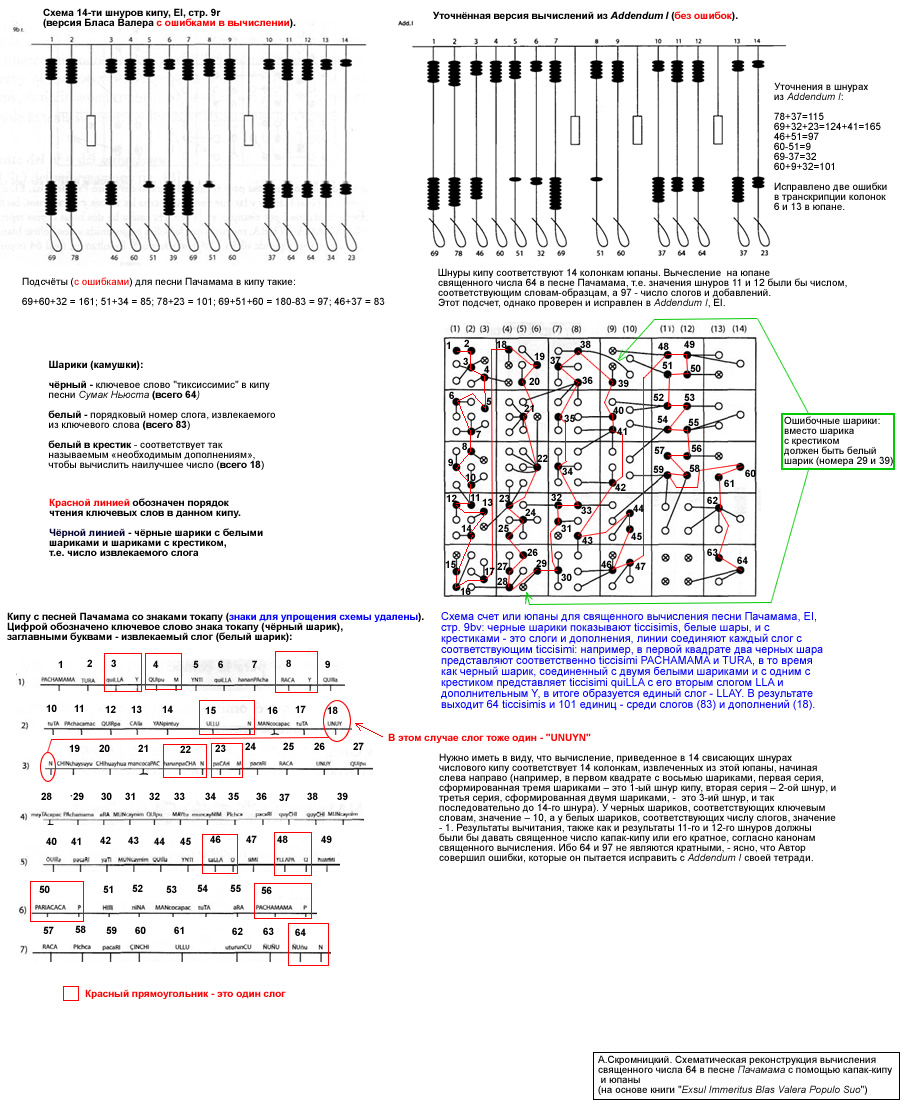
Юпана инков. Песня Пачамама. Дешифровка по книге «Exsul Immeritus Blas Valera Populo Suo», CLUEB, Болонья, 2007 (Схематическая реконструкция А. Скромницкого)
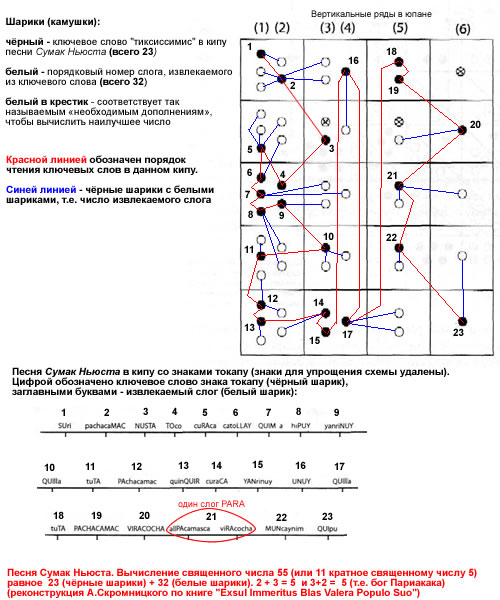
Юпана инков. Песня Сумак Ньюста. Дешифровка по книге «Exsul Immeritus Blas Valera Populo Suo», CLUEB, Болонья, 2007 (Схематическая реконструкция А. Скромницкого)

## Современность
В настоящее время коренные жители Анд в августе отмечают месяц Пачамамы. В 2009 году почитание Пачамамы как символа единения народа с природой получило государственную поддержку согласно новой конституции Боливии.

### Статьи
- Куприенко C. А., Ракуц Н. В. К вопросу о реформировании культа и храмового хозяйства в инкской империи (Перу, XV в.) // Латинская Америка : журнал. — М., 2013. — Вып. 4. — С. 72—82. — ISSN 0044-748X.